# Villiers-Bonneux
Villiers-Bonneux est une ancienne commune du département de l'Yonne qui, avec les communes de Courceaux, Grange-le-Bocage (et son hameau Courroy), Plessis-du-Mée, Sognes et Vertilly, fusionna, le 1er juillet 1972, dans la formation d'une nouvelle commune : Perceneige. Le village est une section de cette nouvelle commune.

## Galerie

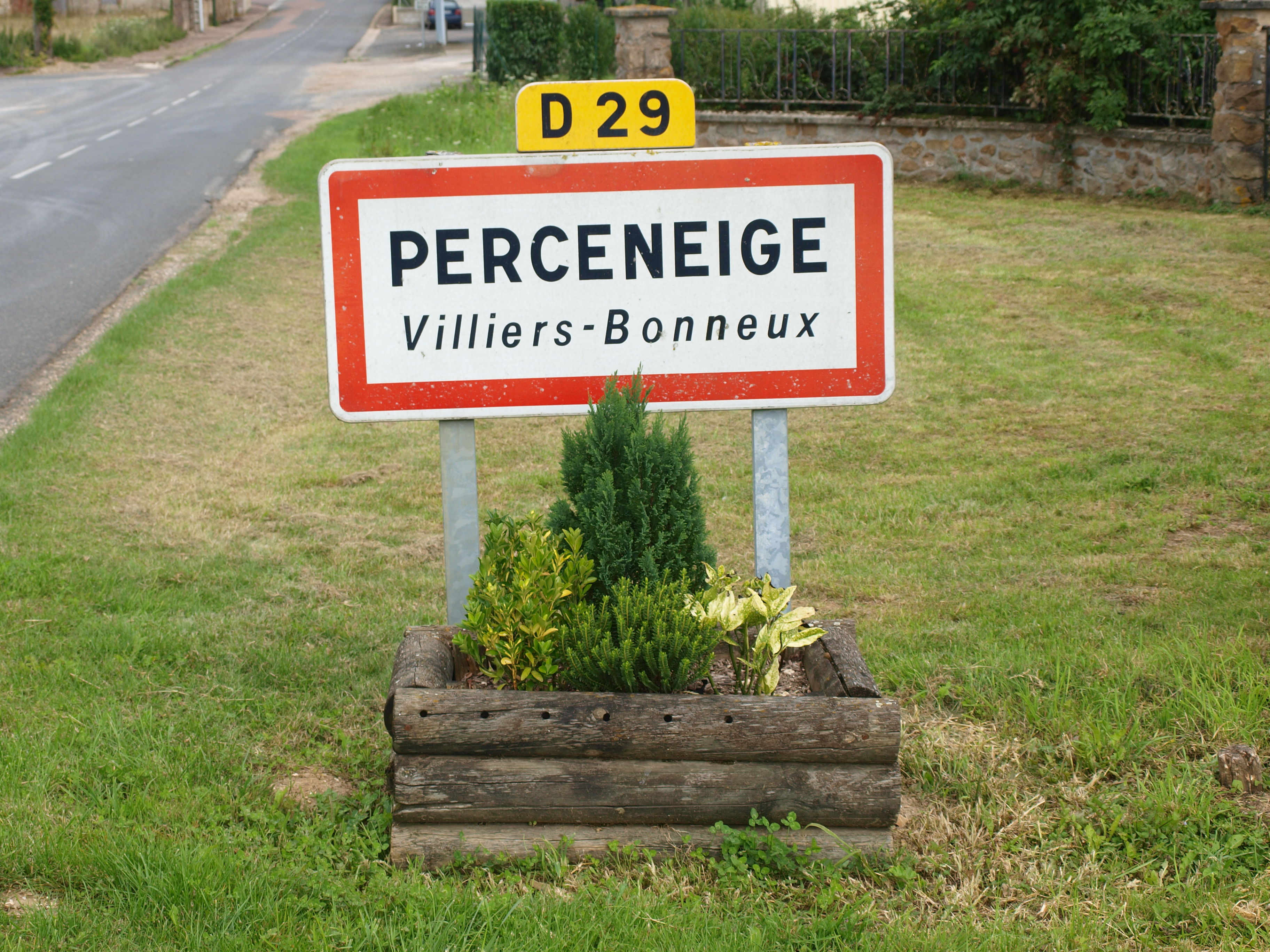
Entrée de Villers-Bonneux.
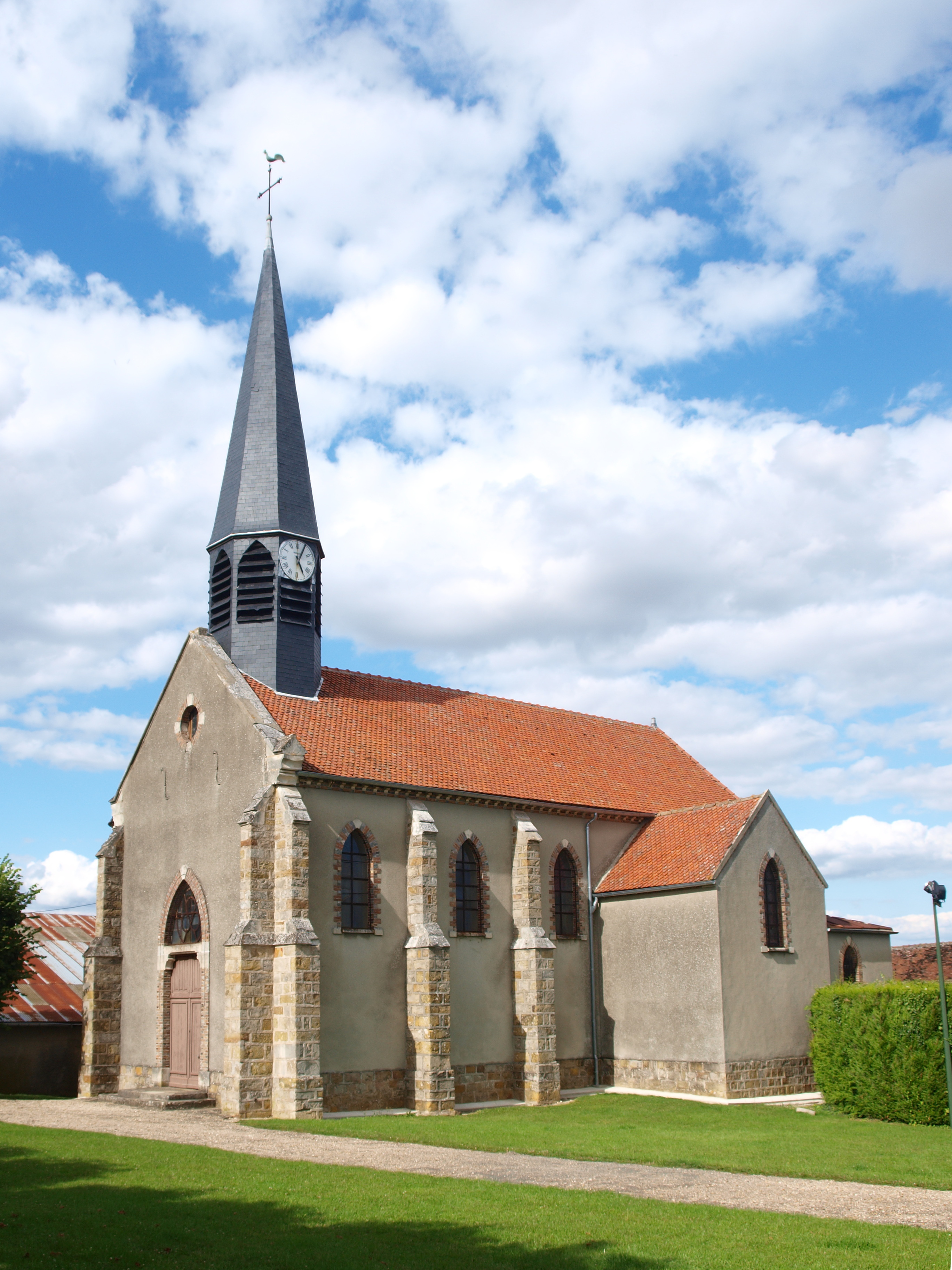
L'église de Villers-Bonneux.

## Histoire
La paroisse de Villiers-Bonneux existe au Moyen Âge. Un lignage de chevaliers en porte le nom de 1165 à 1342. Au début du XVIe siècle, la seigneurie est morcelée en deux lots.
Un des deux lots est acquis par Christophe Richer, natif de Thorigny (-sur-Oreuse). Encore jeune, il entre au service du chevalier de Rhodes Jehan de La Forest que François Ier envoie en ambassade auprès de la Sublime Porte. Le traité signé (Capitations de Soliman le Magnifique, 1536), Christophe Richer rentre en France. Il ne tarde pas à être envoyé en ambassade au Danemark (1541-1547), puis de là en Suède, dans le cadre de la stratégie française visant à attaquer Charles Quint à revers. Il épouse une demoiselle d'honneur de la reine de Danemark. Il négocie ensuite avec les cantons helvétiques germanophones (et donc protestants 1548-1549). À la mort du Roi, il est nommé maître des requêtes de la reine Catherine de Médicis. Il décède à Paris en 1552. À son décès, sa descendance conserve plus d'un demi-siècle sa part de la seigneurie de Villiers-Bonneux.